# Jan Świrepo
Jan Świrepo (ur. 11 października 1941 w Talminowiczach) – polski polityk i przedsiębiorca. Poseł na Sejm II kadencji (1993–1997), w latach 2008–2015 wicewojewoda lubuski.

## Życiorys
W 1959 wstąpił do Zjednoczonego Stronnictwa Ludowego. Ukończył w 1965 studia na Wydziale Mechanizacji Rolnictwa Politechniki Poznańskiej. Był prezesem zarządu PPHU „POM” Sp. z o.o. w Strzelcach Krajeńskich.
W 1989 bezskutecznie kandydował do Senatu. Został działaczem Polskiego Stronnictwa Ludowego, zasiadając we władzach wojewódzkich tego ugrupowania. W latach 1993–1997 sprawował mandat posła na Sejm II kadencji, wybranego w okręgu gorzowskim. Od 1998 sprawował mandat radnego sejmiku lubuskiego (w 2006 został powołany na stanowisko wiceprzewodniczącego).
Od 1997 kilkakrotnie bez powodzenia kandydował do parlamentu. W 2008 zrezygnował z mandatu radnego, obejmując 10 stycznia tego samego roku stanowisko wicewojewody lubuskiego. Uzyskiwał mandat radnego sejmiku w 2010 i 2014, z którego rezygnował w związku z niepołączalnością funkcji. W grudniu 2015 odwołany z funkcji wicewojewody. W 2018 został ponownie wybrany na radnego województwa. W 2024 nie ubiegał się o reelekcję.

## Odznaczenia i wyróżnienia
- Krzyż Kawalerski Orderu Odrodzenia Polski (1999)[2]
- Medal za Zasługi dla Policji (2010)[3]
- Złota Odznaka „Zasłużony dla Ochrony Przeciwpożarowej” (2014)[4]
- Odznaka Honorowa za Zasługi dla Województwa Lubuskiego (2014)[5]